# A-Tisket, A-Tasket
Clip vidéo
[vidéo] « A-Tisket, A-Tasket », sur YouTube
A-Tisket, A-Tasket est une chanson enfantine américaine.
Dans les années 1930, la chanteuse américaine Ella Fitzgerald a réécrit le texte original. Ensemble avec le compositeur Al Feldman (plus tard connu sous le nom de Van Alexander), ils ont transformé la comptine en une chanson de jazz qui rencontrera un grand succès et deviendra l'une des chansons phares d'Ella.
Le single (78 tours) original de Chick Webb et son orchestre avec Ella Fitzgerald (publié sur le label Decca Records en 1938) a été inscrit au Grammy Hall of Fame en 1986.